# Neufchâteau (Dalhem)
Neufchâteau (en való Noû Tchestê) és un antic municipi de Bèlgica a la Província de Lieja que el 1977 es va fusionar amb Dalhem. Té 882 habitants i té una superfície de 879 ha. És el nucli més gran del municipi de Dalhem.

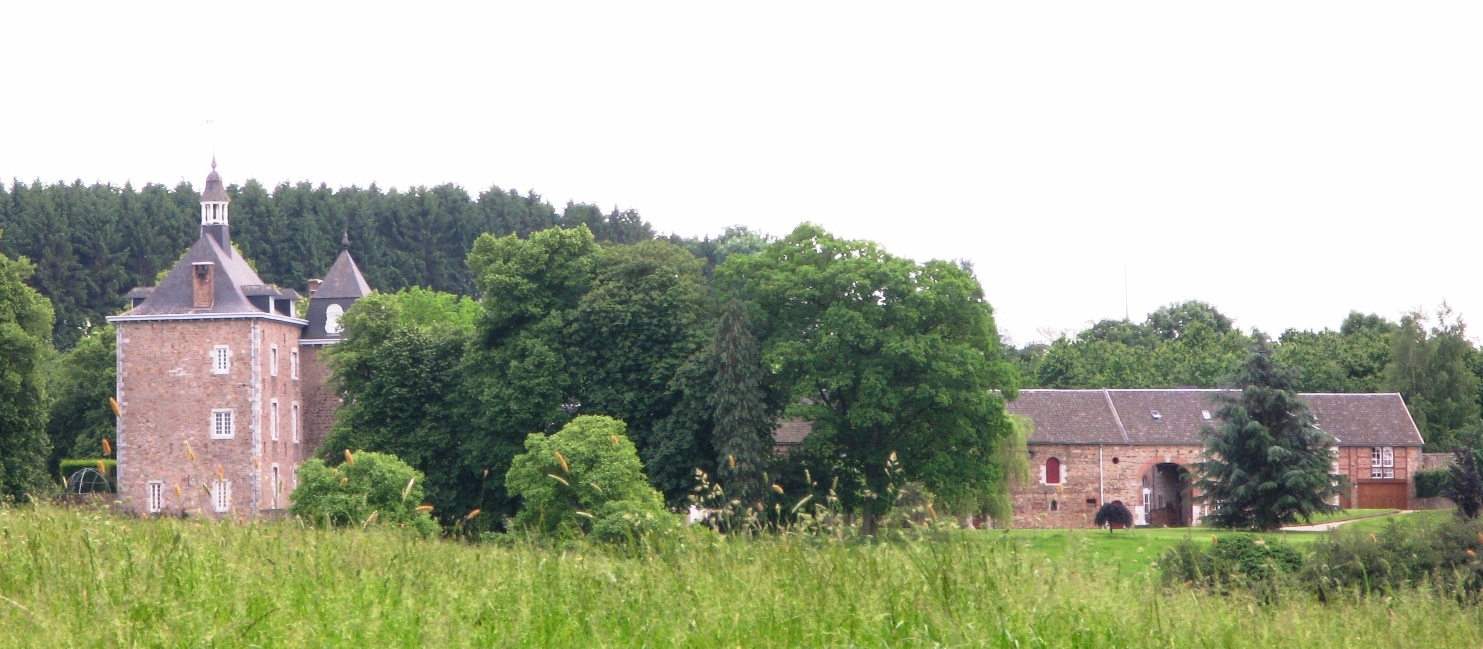
Castell de Wodémont

Històricament, des del segle xi, el poble era una senyoria dins del comtat de Dalhem. El castell de Wodémont (antigament Waldenborch o castell al bosc) n'era la seu. A l'inici era un castell fortificat, el castell nou que va donar el seu nom al poble. A poc a poc es va perdre el seu paper militar i esdevenir la residència de les nissagues de Wo(l)démont, de Gulpen i de Borchgraeve d'Altena.

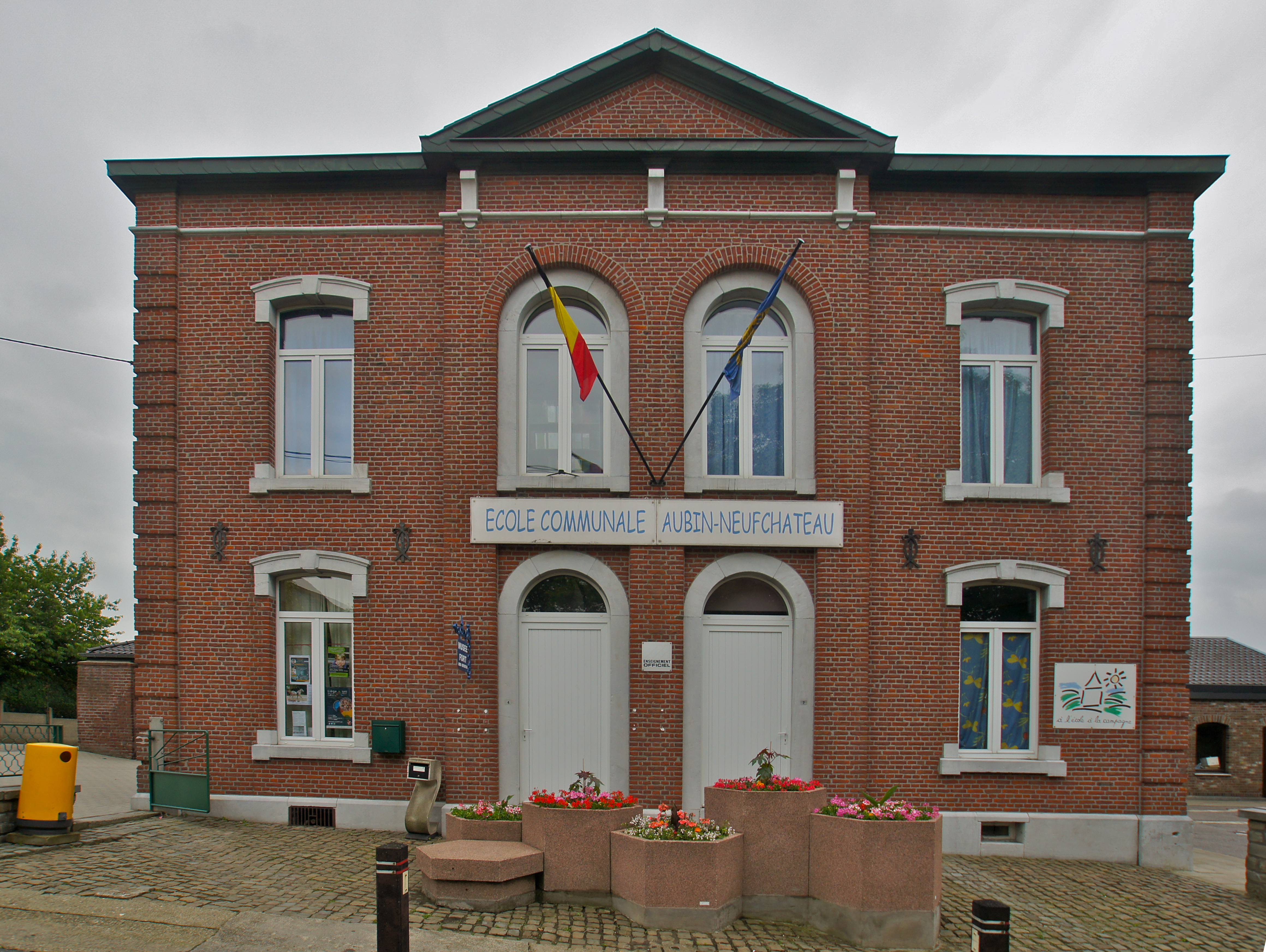
L'escola municipal

Durant la reforma administrativa sota l'ocupació francesa després de la revolució francesa va ser creat el municipi. El 1815 passa, sense molta història al Regne Unit dels Països Baixos i el 1830 a Bèlgica fins a la seva fusió amb Dalhem el 1977.
Ara com antany, l'activitat principal del poble és l'agricultura amb la cultura típica del País d'Herve: fruita, bestiar, llet i els seus derivats.

## Llocs d'interès
- El castell Pontpier-Méan
- El Fort d'Aubin-Neufchâteau (1935-40) i el seu museu
- L'antic molí d'aigua dit de Gros-Pré al Berwijn
- Castell de Wodémont

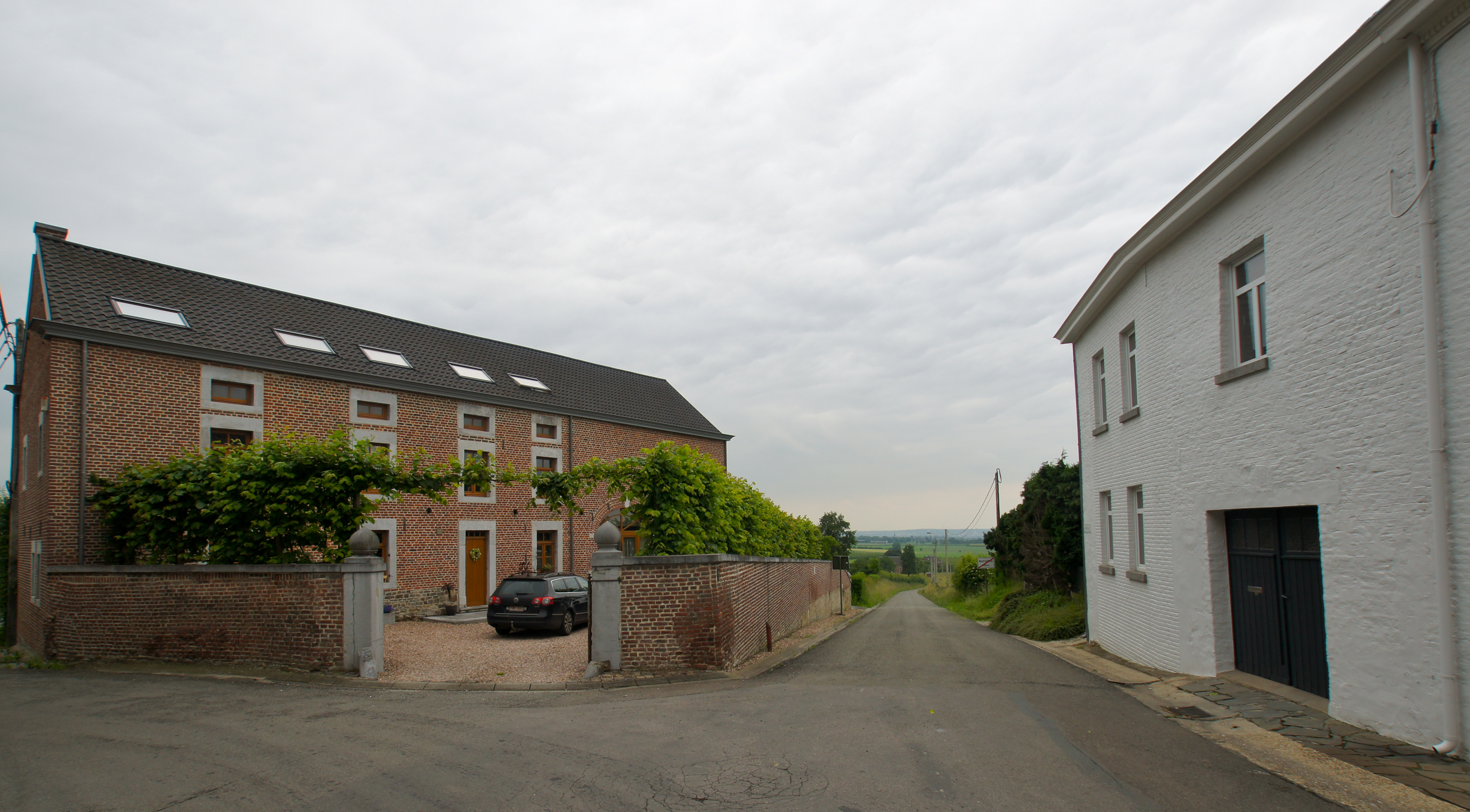
Masos
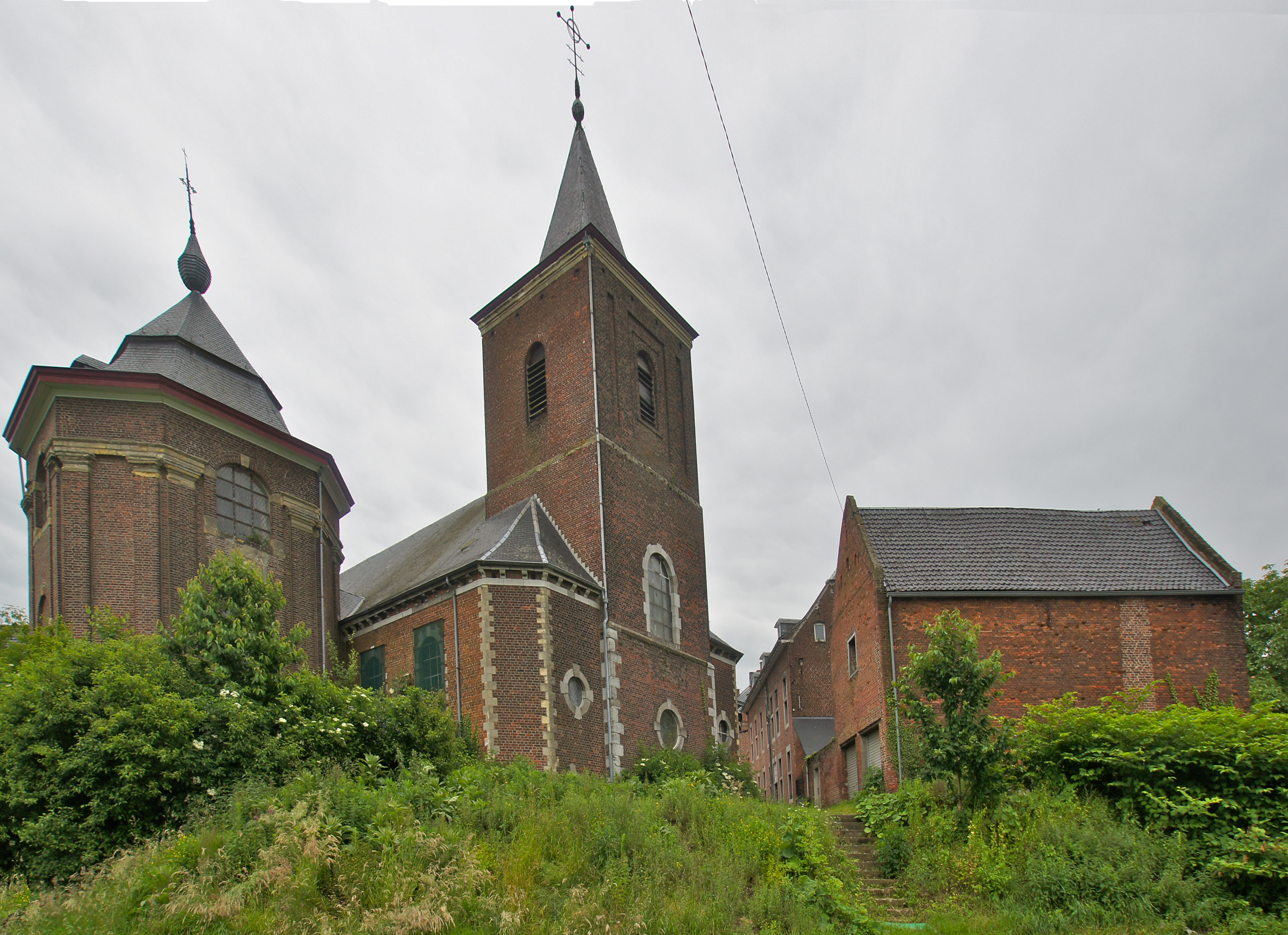
Església de Llorenç
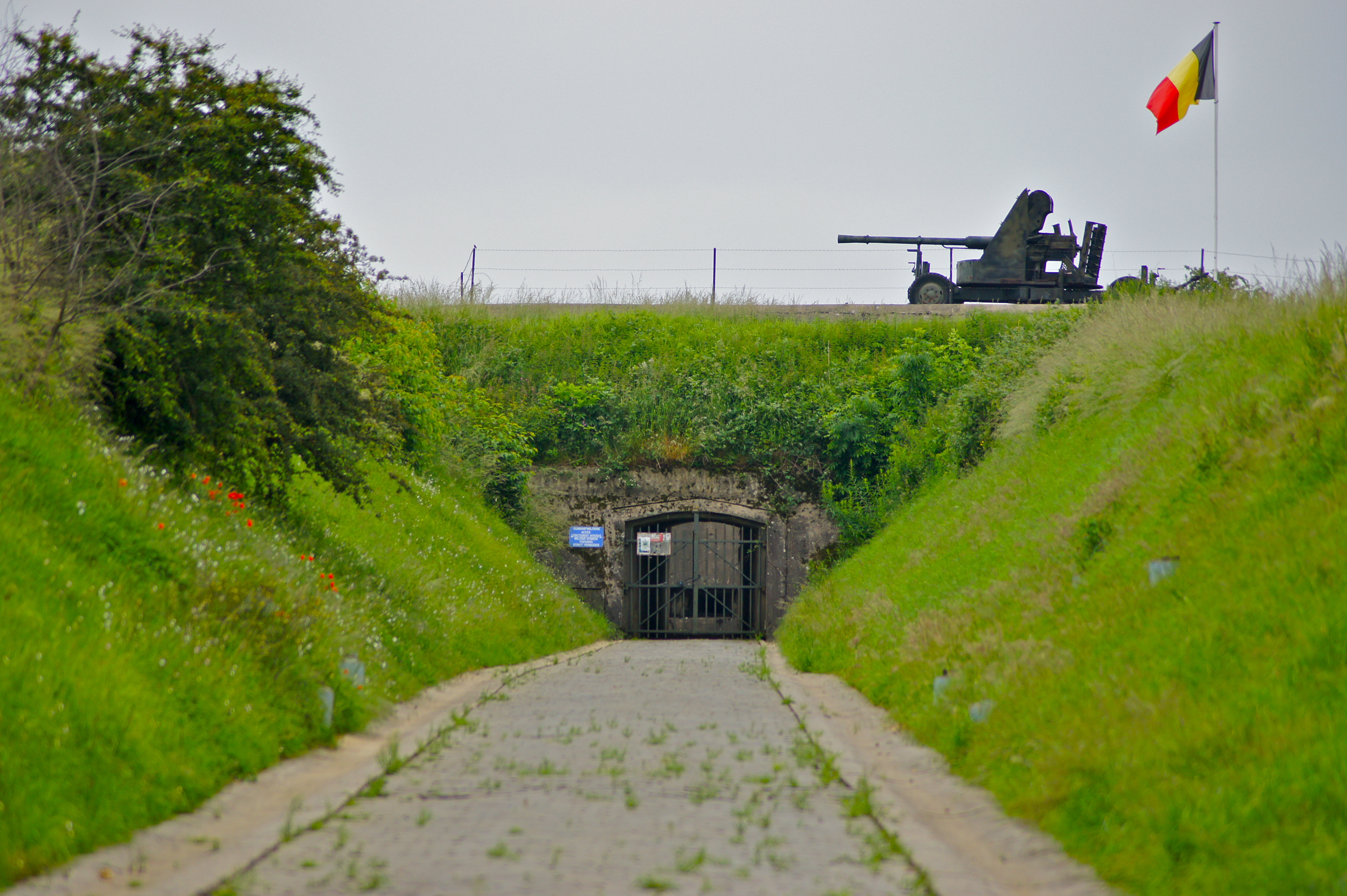
Entrada del fort
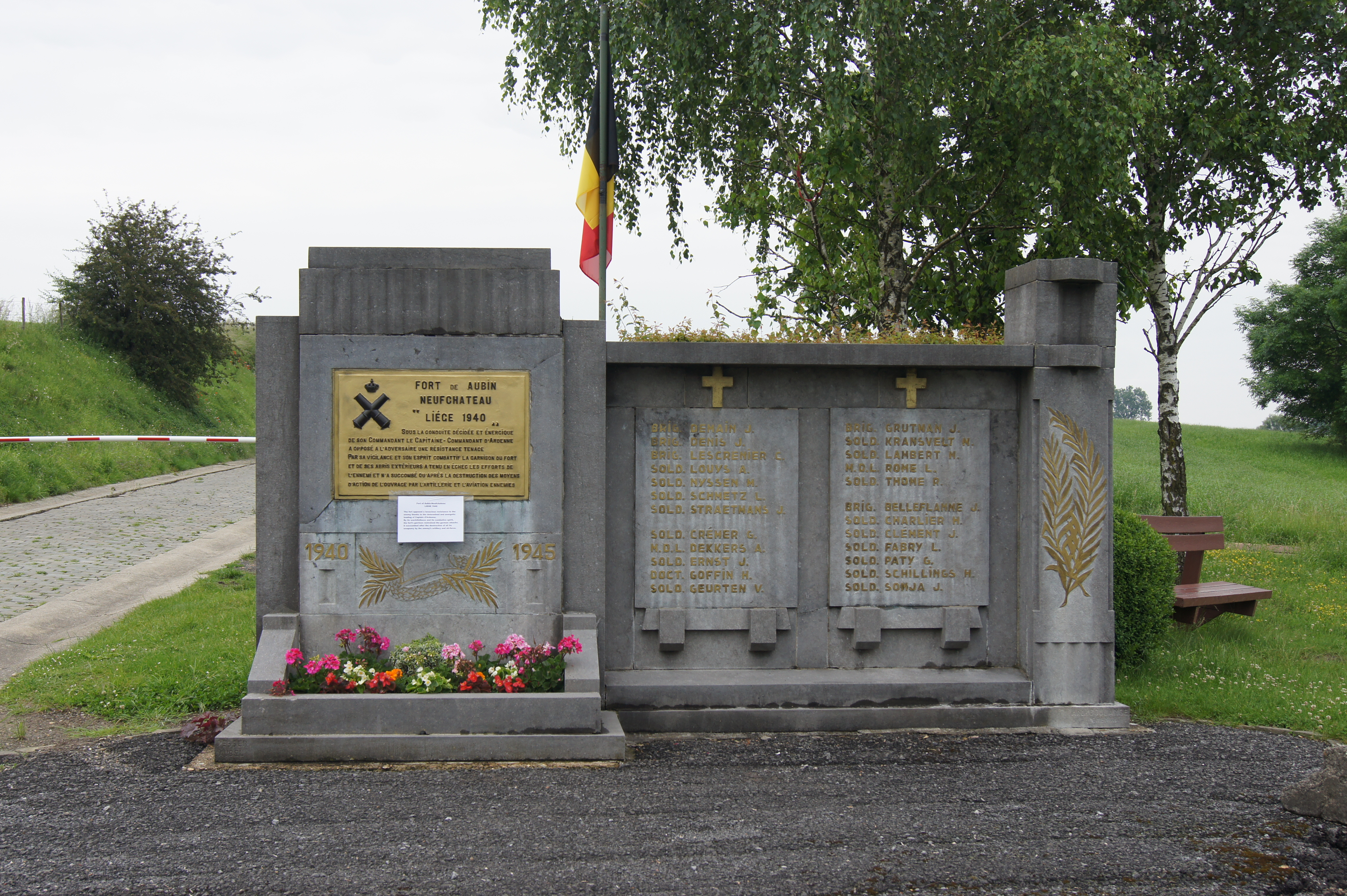
Monument a les víctimes durant l'atac alemany el 1940